# Responsabilidade moral
Em Ética, responsabilidade moral é tudo relacionado à responsabilidade que se relaciona com as ações e suas consequências nas relações sociais. Ela refere-se geralmente ao dano causado ao indivíduo, a um grupo ou a uma sociedade inteira devido às ações ou à ausência delas de outro indivíduo, grupo ou sociedade inteira. Esse é o mecanismo pela qual a culpa pode ser induzida em muitas edificações sociais importantes, como, por exemplo, o processamento do direito.